# Vzemi denar in zbeži
Vzemi denar in zbeži (angleško Take the Money and Run) je ameriški psevdodokumentarni film, ki ga je režiral in zanj skupaj z Mickeyjem Rosom napisal scenarij Woody Allen. Film prikazuje zgodbo o življenju nesposobnega bančnega roparja Virgila Starkwella (Allen). V glavni ženski vlogi nastopi Janet Margolin kot Louise, preprosta perica, s katero se Virgil poroči in ima otroka.
Snemanje je potekalo v San Franciscu in državnem zaporu San Quentin. Film je bil nominiran za nagradi Laurel za najboljšo komično igro in najboljši novi moški obraz (obakrat Allen) ter za najboljšo izvirno komedijo Združenja ameriških filmskih in TV scenaristov (Allen in Rose). Na strani Rotten Tomatoes je prejel oceno 90%, leta 2000 ga je Ameriški filmski inštitut uvrstil na 66. mesto lestvice AFI's 100 Years...100 Laughs.

## Vloge
- Woody Allen kot Virgil Starkwell
- Janet Margolin kot Louise
- Marcel Hillaire kot direktor Fritz
- Jacquelyn Hyde kot ga. Blair
- Lonny Chapman kot zapornik Jake
- Jan Merlin kot bančni ropar Al
- James Anderson kot Chain Gang Warden
- Howard Storm as Fred
- Mark Gordon kot Vince